# Helsinki Times
Helsinki Times — еженедельная финская газета на английском языке.
Кроме сообщений о событиях внутри страны и за рубежом, в издании содержится обзор статей из финских газет и журналов, а также статей, касающихся Финляндии, опубликованных в международной прессе. Также имеются разделы о культуре, спорте и стиле жизни. Издание предлагает еженедельную программу мероприятий и телепрограмму на английском языке.
Выходит по четвергам со средним тиражом в 15000 экземпляров. Helsinki times продается в книжных магазинах и киосках, а также распространяется еженедельно на всех 350 входящих в Хельсинки рейсах Finnair. Газета доступна в поезде «Allegro», который курсирует между Санкт-Петербургом и Хельсинки. Оформить подписку можно как на печатную, так и на электронную версию издания.
Газета Helsinki Times была основана в апреле 2007 года Алексисом Коуросом — врачом, писателем-журналистом, проживающим в Финляндии с 1990 года.
С марта 2008 года в газете раз в месяц публикуется информация от бюро городского транспорта Хельсинки.

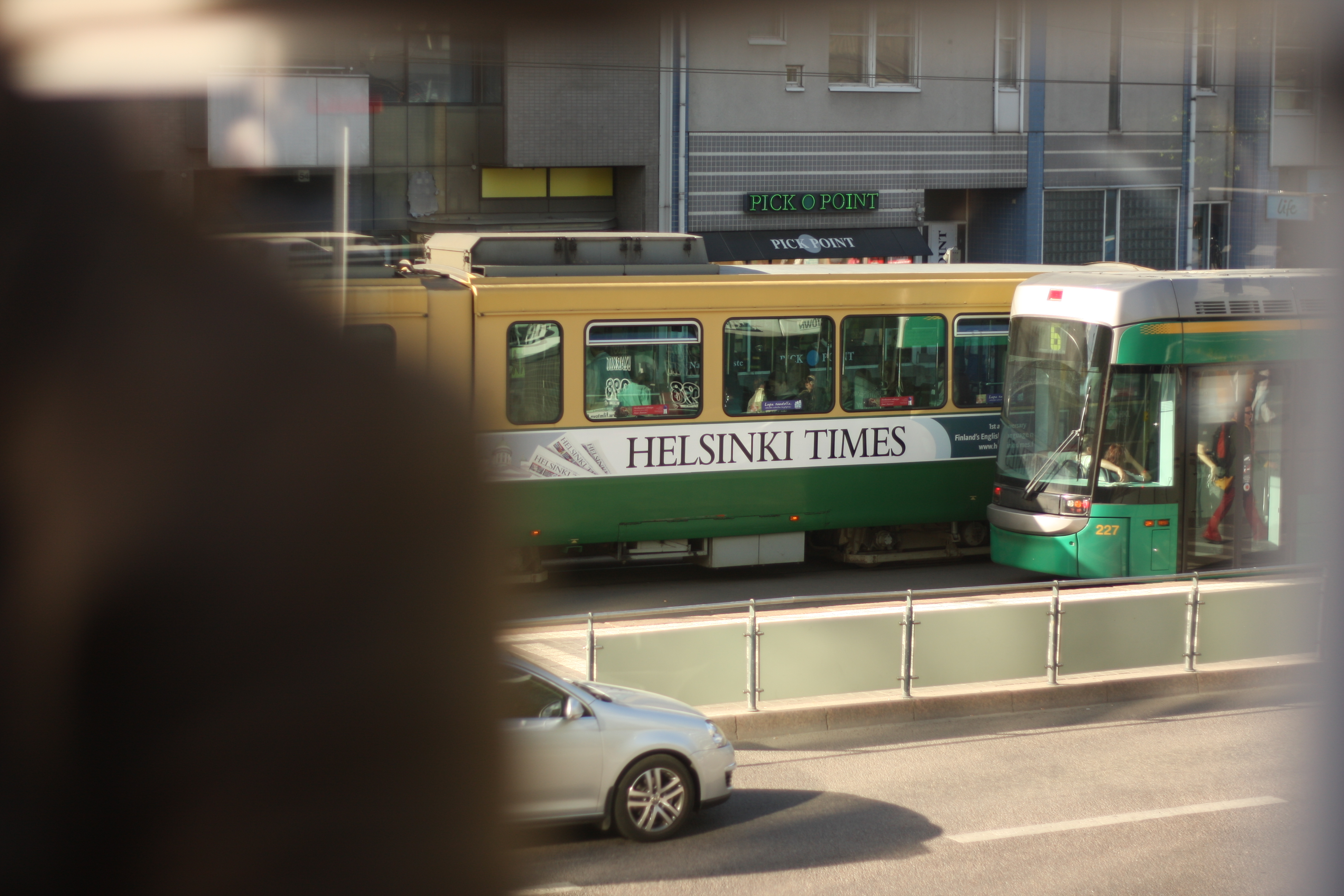